# Sós Csaba
Sós Csaba (Eger, 1957. április 20. –) Európa-bajnoki bronzérmes, világbajnoki ötödik helyezett úszó, edző, egyetemi tanár. 1990-től a Magyar Úszó Szövetség alelnöke, 2017. január végétől a magyar úszó válogatott szövetségi kapitánya.

## Pályafutása
1966-tól volt a KSI úszója. 1970-ben az Ifjúsági Barátság Versenyen harmadik lett 1500 m gyorson. 1971-ben szerezte első felnőtt magyar bajnoki címét. Indult az 1972. évi nyári olimpián, ahol 1500 méter gyorson 38., 400 m vegyesen 22. lett. 1973-as úszó-világbajnokságon 200 m pillangón és 400 m vegyesen kiesett. 1974-es úszó-Európa-bajnokságon 400 m gyorson 17., 200 m pillangón nyolcadik., 400 m vegyesen ötödik volt. Az 1975-ös úszó-világbajnokságon 200 m pillangón 13., 400 m vegyesen 10. helyezést ért el.
Az 1976. évi nyári olimpiai játékokon 400 m vegyesen 13., 200 m pillangón 21. lett. Az 1977-es úszó-Európa-bajnokság 200 m vegyesen hetedik, 400 m vegyesen bronzérmes volt. Az universiadén 200 m pillangón végzett az ötödik helyen. Az 1978-as úszó-világbajnokságon 400 m vegyesen ötödik helyezést szerzett. Az 1980. évi nyári olimpiai játékokon 400 m vegyesen 10. volt.
1979-ben edzői oklevelet szerzett a Testnevelési Főiskolán. 1986-ban orvosi diplomát kapott. 1987-től a TF munkatársa. Az Úszás és Vízisportok Tanszék tanszékvezetője (2008). 2020-ban egyetemi tanár címet kapott.
1980-tól edző. 1982-től 1984-ig a Bp. Spartacus edzője. 1985-től az FTC úszó-szakosztályának vezetőedzője. 1986-tól 1990-ig a Magyar Úszó Szövetség edzőbizottságának tagja. 1990-től a szövetség alelnöke.
2017. január végétől a magyar úszó válogatott szövetségi kapitánya lett.

## Családja
Édesapja Sós Gyula ipari miniszterhelyettes. Fiai: Sós Bence, Sós Dániel válogatott úszó.

## Díjai, elismerései
- Mesteredző (1996)
- Az év szövetségi kapitánya fogyatékos sportágakban (2012, 2013)
- Magyar Arany Érdemkereszt (2012)
- Hajós Alfréd-aranyplakett (2017)[3]
- A magyar úszósport hírességek csarnokának tagja (2018)[4]
- A Magyar Érdemrend lovagkeresztje (2021)[5]
- A Magyar Érdemrend tisztikeresztje (polgári tagozat) (2024)[6]